# Карл фон Роткірх-Пантен
Карл фон Роткірх-Пантен (нім. Karl von Rothkirch-Panthen; 2 грудня 1807, Фалькенау, Ландкрайс Ґротткау, Королівство Пруссія — 31 березня 1870, Прага, Австро-Угорщина) — президент Герцогства Буковина, почесний громадянин міста Чернівці, дворянин.
Новий президент краю перебував на посаді протягом лютого 1858 року до 1860 року. Він був також виходцем із середовища управлінців з чеського містечка Пльзень. За активну діяльність на користь міста та краю був удостоєний звання почесного громадянина м. Чернівці.
В часі свого правління в окремих питаннях мав конфлікти з намісницькою адміністрацією Галичини.